# Os coxal

Le bassin
1 - le sacrum
2 - l'ilium ou ilion
3 - l'ischium ou ischion
4 - le pubis
5 - la symphyse pubienne
6 - l'acetabulum (anciennement "cavité cotyloïde")
7 - le foramen obturé ou trou ischio-pubien
8 - Le coccyx
En points rouges : la ligne arquée et ses prolongements.

L'os coxal (« coxal » signifie « relatif à la hanche »), anciennement os iliaque, est un os plat et pair. Avec le sacrum et le coccyx, ils constituent le bassin, ou ceinture pelvienne.
Asymétriques et irréguliers, les deux os coxaux forment la paroi ventro-latérale du bassin osseux.
De forme complexe, on peut les assimiler grossièrement à une hélice à deux pales résultant de la soudure dans l'adolescence de trois os distincts naissant de trois points d'ossifications et se fusionnant au niveau du cartilage en « Y » au centre de l'acétabulum :
- l’ischium (anciennement « ischion ») ;
- l’ilium (anciennement « ilion ») ;
- le pubis.

## Rapports et morphologie globale
Un os coxal s'articule :

- en arrière, en haut et en dedans, au niveau de l'aile iliaque, avec le sacrum par l'articulation sacro-iliaque ;
- en avant, en bas et en dedans, au niveau du pubis avec son vis-à-vis formant la symphyse pubienne ;
- en dehors dans sa région centrale, au point de rencontre des trois os, au niveau d'une cavité appelée acetabulum (anciennement « cavité cotyloïde ») qui s'articule avec la tête du fémur dans l'articulation coxo-fémorale.

On peut lui distinguer deux faces et quatre bords :
- une face interne ou pelvienne, regardant en avant, en dedans et en haut, orientée vers la cavité abdominale ;
- une face externe regardant vers la hanche ;
- et quatre bords : supérieur, antérieur, inférieur et postérieur.

## Face externe

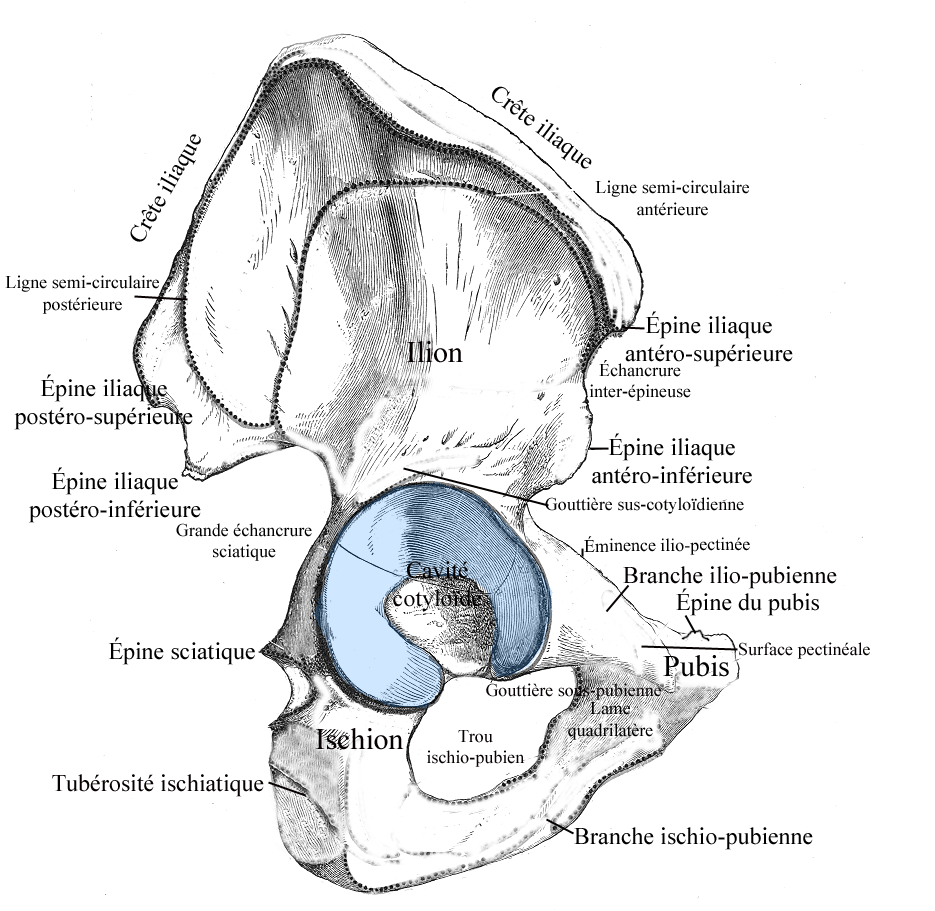
Face externe de l'os coxal.

On distinguera trois grandes parties à la face externe de l'os coxal :
- une partie moyenne excavée occupée par l’acetabulum ;
- une partie supra-acétabulaire large, face glutéale de l'aile iliaque où s'insèrent notamment les muscles glutéaux ;
- une partie infra-acetabulaire occupée par un large orifice ovalaire que l'on appelle foramen obturé (anciennement « foramen de Bartholin » ou « trou ischio-pubien »[1]).

### Surface glutéale de l'ilium
Orientée dans un plan oblique en ventral et latéral, elle regarde en dehors, en arrière et en bas. Elle est convexe dans un plan horizontal et concave dans un plan vertical.
Elle est parcourue par 3 crêtes arciformes, les lignes glutéales antérieure, postérieure et inférieure, semi-circulaires, concaves en avant et/ou en bas :
- la ligne glutéale antérieure naît en ventral vers le tubercule iliaque et se termine au bord crânial de la grande incisure ischiatique ;
- la ligne glutéale postérieure naît à environ cinq centimétres en ventral de l'épine iliaque dorso-craniale et rejoint la grande incisure ischiatique au niveau de la ligne glutéale ventrale ;
- la ligne glutéale inférieure est inconstante. Elle naît de l'épine iliaque ventro-caudale et se termine au bord inférieur de la grande incisure ischiatique.

Ces 3 lignes partagent la surface glutéale en trois parties :
- une partie postérieure sur laquelle s'insère le muscle grand glutéal ;
- une partie intermédiaire sur laquelle s'insère le muscle moyen glutéal ;
- une partie antéro-inférieure sur laquelle s'insère le muscle petit glutéal.

### Acétabulum
Centrée sur les points de soudure des trois os de l'os coxal, elle regarde en ventral, en latéral et en caudal, et est limitée sur presque toute sa périphérie par un bourrelet osseux : le limbus de l'acétabulum (anciennement « sourcil cotyloïdien »).
Elle mesure 4,5  à   6 cm de diamètre sur environ 2,5 cm de profondeur.
Elle est partagée en :
- une partie centrale, quadrilatère, non articulaire appelée fosse de l'acétabulum (anciennement « arrière-fond de la cavité cotyloïdienne ») et sur laquelle se fixe le ligament de la tête du fémur. Elle se continue en bas par l'incisure de l'acétabulum (anciennement « échancrure ischio-pubienne ») qui correspond à la zone d'interruption du limbus de l'acétabulum;
- une partie périphérique, la surface lunaire de l'acétabulum (facies lunata) en forme de croissant concave en bas, avec deux cornes : une ventrale, une dorsale.

La partie supérieure du limbus présente une gouttière horizontale appelée sillon supra-acétabulaire (anciennement « gouttière sus-cotyloïdienne ») où passe le tendon réfléchi du muscle droit fémoral, chef du muscle quadriceps fémoral.

### Zone ischio-pubienne
Partie orientée dans un plan oblique en ventral et médial.
Elle est centrée par le foramen obturé (anciennement « trou ischio-pubien ») et formée par :
- en avant, le corps du pubis qui présente sur sa face interne une surface articulaire pour la symphyse pubienne ;
- en haut et tout en avant, la branche supérieure du pubis prolongée par l’acétabulum;
- en bas, oblique vers le bas et l'arrière, la branche inférieure du pubis qui forme avec la branche de l'ischion, la branche ischio-pubienne ;
- en arrière, l’ischium qui présente un important tubercule appelé « tubérosité ischiatique ».

Cette zone sert de zone d'insertion à de nombreux muscles :
- en dessous du trou ischio-pubien s'insère le muscle obturateur externe ;
- sur la tubérosité ischiatique les muscles semi-membraneux, semi-tendineux et biceps fémoral de l'avant vers l'arrière et le muscle carré fémoral s'insère sur le bord antéro-externe de la tubérosité ;
- sur la face supérieure de la branche ilio-pubienne, le muscle pectiné ;
- sur la lame quadrilatère du pubis, les muscles grand-droit, pyramidal et, en dessous, le muscle long adducteur ;
- sur la branche ischio-pubienne, les différents faisceaux du muscle grand adducteur, le muscle court adducteur et le muscle gracile.

## Face interne
La face interne est divisée en deux par une crête courbe, oblique en ventral et caudal : la ligne arquée (anciennement « ligne innominée ») qui, dans sa partie toute antérieure, sur l'épine du pubis, devient plus saillante et prend le nom de pecten du pubis.
Au-dessus de la ligne arquée se trouve la fosse iliaque interne.

### Fosse iliaque interne
Elle est occupée dans sa plus grande partie, dans sa partie antérieure et moyenne par l'insertion du muscle iliaque, chef du muscle ilio-psoas.
La partie postérieure est occupée par :
- une surface articulaire, en forme de croissant ou de L renversé : la facette auriculaire qui est dans son ensemble en saillie (ancien « rail plein de Farabeuf ») et s'articule avec une surface articulaire correspondante du sacrum pour former l'articulation sacro-iliaque ;
- dans la concavité de la surface articulaire, en arrière et au-dessus se trouve la tubérosité iliaque saillie irrégulière qui donne insertion à des ligaments : ligament ilio-lombaire en crânial, ligament sacro-iliaque inter-osseux (dit aussi axile car l'axe de rotation de la sacro iliaque passe par ses fibres) et sacro-iliaque dorsaux en caudal.

### Partie caudale de la ligne arquée
Cette partie est centrée autour du foramen obturé.
La partie haute forme une fossette sur laquelle s'insère dans son tiers moyen, la partie supérieure du muscle obturateur interne.
La partie moyenne est formée d'avant en arrière par :
- la branche ilio-pubienne oblique en avant, en bas et en dedans ;
- le foramen obturé qui présente dans sa partie antérieure haute, une gouttière : la gouttière sous-pubienne qu'empruntent les vaisseaux et le nerf obturateur ;
- la surface quadrilatère, surface plane lisse correspondant en endo-pelvien à l’acetabulum, qui donne insertion à la partie postéro-inférieure du muscle obturateur interne.

La partie inférieure s'étend du pubis à l'avant à la tubérosité ischiatique à l'arrière et est occupé dans sa partie centrale par la branche ischio-pubienne. Elle donne insertion :
- au muscle releveur de l'anus entre la symphyse pubienne et le trou ischio-pubien ;
- au muscle obturateur interne en dessous du trou ischio-pubien ;
- au muscle transverse profond du périnée en avant et en bas.

## Bord supérieur ou crête iliaque
Palpable, elle s'étend de l'épine iliaque antérieure et supérieure à l'avant à l'épine iliaque postérieure et supérieure à l'arrière.
Orientée en avant et en dehors, elle présente, dans un plan sagittal, une concavité crâniale et dans un plan horizontal, une sinusoïté en « S » italique.
Elle présente deux lèvres, séparées par un sillon, qui donnent insertion :
- à l'avant :
  - au muscle transverse de l'abdomen sur la lèvre médiale,
  - au muscle petit oblique dans sa partie moyenne,
  - au muscle grand oblique sur la lèvre latérale ;
- à l'arrière :
  - au muscle carré des lombes puis à la masse sacro-lombaire sur la lèvre médiale,
  - au muscle grand dorsal sur la lèvre latérale.

## Bord antérieur
Succession de saillies palpables et d'échancrures, on y trouve de haut en bas :
- l'épine iliaque antérieure et supérieure, saillie osseuse facilement repérable par la simple palpation sur le sujet vivant et sur laquelle s'insèrent :
  - l'arcade crurale, tendue entre l'épine iliaque antérieure et supérieure et l'épine du pubis,
  - le muscle sartorius,
  - le muscle tenseur du fascia lata ;

- l'échancrure inter-épineuse, peu profonde, située au-dessous de l'épine iliaque antérieure et supérieure et au-dessus de l'épine iliaque antérieure et inférieure ;
- l'épine iliaque antérieure et inférieure, peu prononcée, sur laquelle s'insère le tendon direct du muscle droit fémoral ;
- une deuxième échancrure : la gouttière du muscle ilio-psoas ;
- l'éminence iliopubienne sur laquelle vient s'insérer la bandelette ilio-pectinée ;
- la surface pectinéale sur laquelle vient s'insérer le muscle pectiné ;
- le tubercule pubien (ou épine du pubis), petite saillie osseuse qui reçoit l'arcade crurale, les muscles grand droit et pyramidal.

## Bord postérieur
Le bord dorsal présente également une succession de saillies et d'échancrures :
- saillie de l'épine iliaque postérieure et supérieure ;
- une petite échancrure ;
- saillie de l'épine iliaque postérieure et inférieure ;
- une deuxième échancrure : la grande incisure ischiatique ;
- une troisième saillie : l'épine ischiatique ;
- une troisième échancrure : la petite incisure ischiatique ;
- et la saillie de la tubérosité ischiatique.

On y trouve de haut en bas :
- l'épine iliaque postérieure et supérieure, sur laquelle s'insère :
  - sur le versant externe : le ligament sacro-tubéral et le muscle grand glutéal pour son plan superficiel,
  - sur le versant interne : le ligament de Zaglas ;

- l'échancrure inter-épineuse ;
- l'épine iliaque postérieure et supérieure ;
- la grande incisure ischiatique important point de passage entre bassin et hanche ;
- l'épine ischiatique sur laquelle s'insèrent :
  - à son sommet, le ligament sacro-épineux,
  - sur le versant externe, le muscle jumeau supérieur,
  - sur le versant interne, le muscle ischio-coccygien et le muscle releveur de l'anus ;

- la petite incisure ischiatique sur laquelle s'insère le muscle jumeau inférieur ;
- la tubérosité ischiatique sur laquelle s'insère sur le versant interne le ligament sacro-tubéral.

## Bord inférieur
Il porte l'insertion du muscle ischio-caverneux sur sa face interne.

## Insertions musculaires
L'os coxal reçoit de nombreuses insertions musculaires :

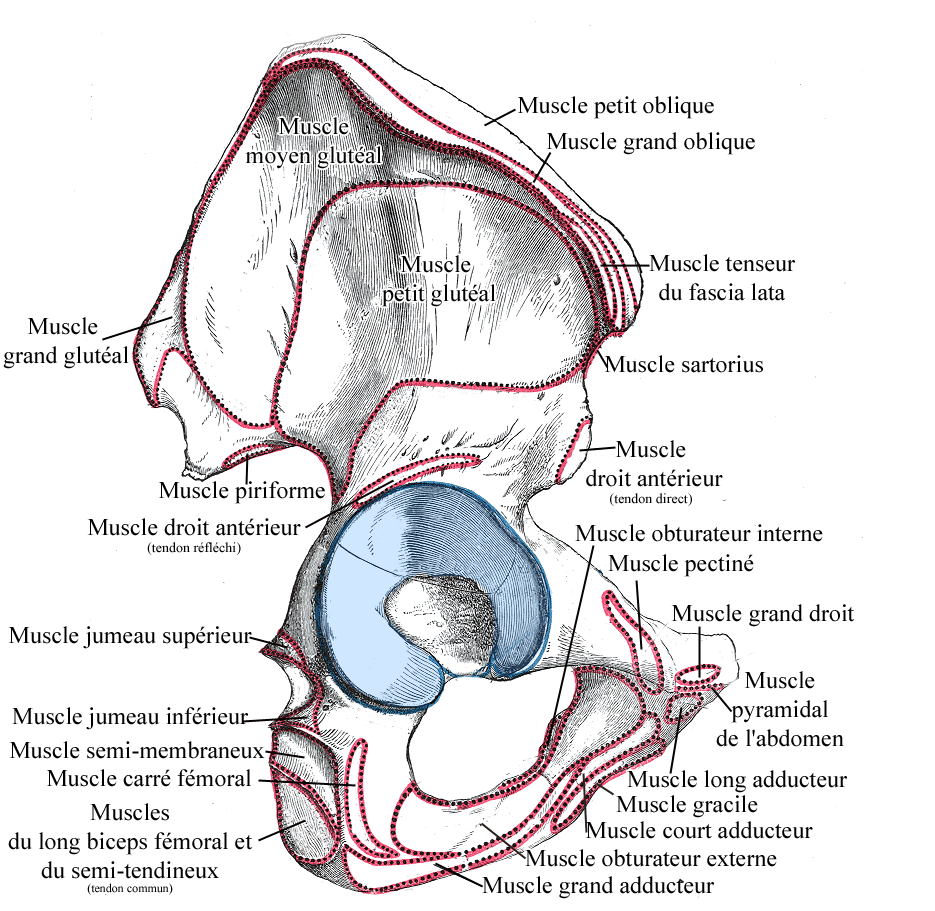
Insertions musculaires sur la face externe de l'os coxal.

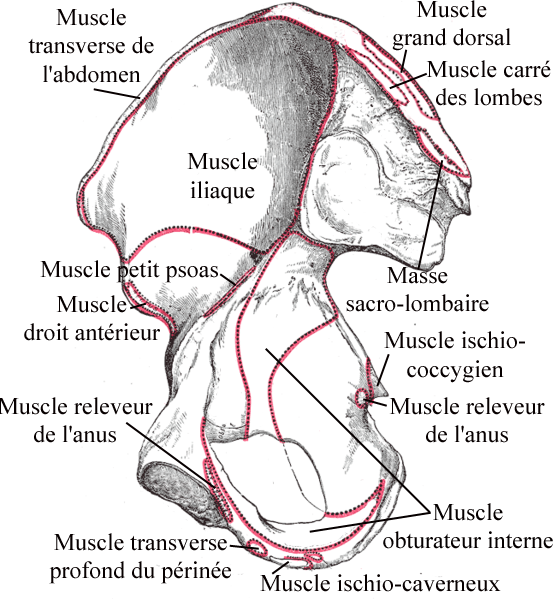
Insertions musculaires de la face interne de l'os coxal.

| Zone musculaire                            | Muscle                              | Zone d'insertion coxale |
| ------------------------------------------ | ----------------------------------- | --- |
| Muscles abdominaux                         | muscle oblique externe de l'abdomen | crête iliaque |
|                                            | muscle oblique interne de l'abdomen | pecten du pubis |
|                                            | muscle transverse de l'abdomen      | crête pubienne |
|                                            | muscle droit de l'abdomen           | bord supérieur du pubis |
|                                            | muscle pyramidal de l'abdomen       | tubercule pubien |
| Muscles dorsaux                            | muscle multifide                    | épine iliaque postérieure et supérieure |
|                                            | muscle grand dorsal                 | crête iliaque |
|                                            | muscle carré des lombes             | crête iliaque |
| Muscles du périnée                         | muscle élévateur de l'anus          | branche inférieure et supérieure du pubis, épine ischiatique                                                                                  |
|                                            | muscle transverse du périnée        | branche ischio-pubienne |
|                                            | muscle coccygien                    | épine ischiatique |
| Muscles fessiers et pelvi-trochantériens   | muscle grand glutéal                | surface glutéale de l'ilium |
|                                            | muscle moyen glutéal                | surface glutéale de l'ilium |
|                                            | muscle petit glutéal                | surface glutéale de l'ilium |
|                                            | muscle piriforme                    | grande incisure ischiatique |
|                                            | muscle jumeau supérieur             | épine ischiatique |
|                                            | muscle jumeau inférieur             | tubérosité ischiatique |
|                                            | muscle obturateur interne           | face pelvienne de la branche de l'ischion et de la branche inférieure du pubis, entre le bord supérieur du foramen obturé et la ligne arquée. |
|                                            | muscle obturateur externe           | faces antérieures du corps du pubis et des branches inférieure et supérieure du pubis                                                         |
|                                            | muscle carré fémoral                | tubérosité ischiatique |
| Muscles de la loge fémorale médiale        | muscle pectiné                      | tubercule pubien, pecten du pubis, bord antérieur du sillon obturateur                                                                        |
|                                            | muscle troisième adducteur          | tubérosité ischiatique, branche ischio-pubienne                                                                                               |
|                                            | muscle court adducteur              | branche ischio-pubienne |
|                                            | muscle gracile                      | corps du pubis |
| Muscles ischiohambiers                     | long chef biceps fémoral            | tubérosité ischiatique |
|                                            | muscle semi-tendineux               | tubérosité ischiatique |
|                                            | muscle semi-membraneux              | tubérosité ischiatique |
| Muscles de la loge antérieure de la cuisse | muscle droit fémoral                | épine iliaque antérieure et supérieure et sillon supra-acétabulaire                                                                           |
|                                            | muscle sartorius                    | épine iliaque antérieure et supérieure |
|                                            | muscle iliaque                      | fosse iliaque interne, épine iliaque antérieure et supérieure, épine iliaque antérieure et inférieure                                         |
|                                            | muscle tenseur du fascia lata       | épine iliaque antérieure et supérieure, crête iliaque                                                                                         |

## Embryologie

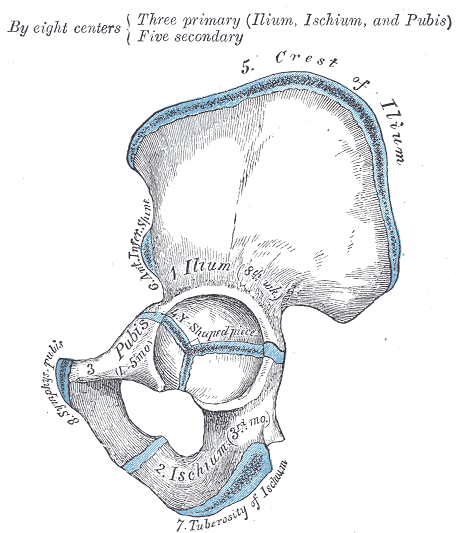
Les différentes (8) zones d'ossification avec notamment les 3 principales : ilium, ischium et pubis.

L'os coxal se constitue à partir de huit centres d'ossification : 
- trois primaires au niveau : 
  - de l'ilium,
  - de l'ischium,
  - du pubis ;
- cinq secondaires au niveau de :
  - la crête iliaque,
  - l'épine iliaque antérieure et inférieure,
  - la tubérosité ischiatique,
  - la symphyse pubienne,
  - l'acétabulum (un ou plusieurs à ce niveau).

Vers l'âge de sept ou huit ans, les branches inférieures du pubis et de l'ischion sont presque complètement ossifiées. 
Vers la treize ou quatorze ans, les trois centres primaires ont étendu leur croissance dans l'acétabulum, et y sont séparés les uns des autres par une portion de cartilage en forme de Y, qui présente maintenant des traces d'ossification, souvent par deux ou plusieurs centres. L'un d'eux apparaît vers l'âge de douze ans, entre l'ilium et le pubis, et fusionne avec les autres centres vers l'âge de dix-huit ans. Il forme la partie pubienne de l'acétabulum. Ceux de l''ilium et de l'ischium se rejoignent ensuite, et enfin ceux du pubis et de l'ischion, par l'intermédiaire de cette portion en Y.
À l'âge de la puberté, l'ossification a lieu dans toutes les parties restantes qui se rejoignent entre la vingtième et la vingt-cinquième année. 
Il existe fréquemment des centres séparés pour le tubercule pubien et l'épine sciatique, ainsi que pour la crête et l'angle du pubis.

## Aspect clinique

### Fracture du bassin
L'os coxal peut subir une fracture lors de traumatisme : la fracture du bassin qu'il ne faut pas confondre avec la fracture de la hanche qui correspond à une fracture du fémur.

### Dimorphisme sexuel
Il existe des différences notables entre l'os coxal féminin et l'os coxal masculin reflétant l'adaptation anatomique pour l'accouchement. Ce dimorphisme est visible au niveau de plusieurs éléments osseux de l'os coxal comme la forme du foramen obturé ou la conformation de l'ilium par exemple,. Ce dimorphisme peut être utilisée en médecine légale ou en anthropologie pour déterminer le sexe de squelettes humains.

### Pelvimétrie
La mesure des différents diamètres du bassin fait partie des examens prénataux au cours du troisième trimestre de grossesse afin d'évaluer les risques de dystocies éventuelles lors de l'accouchement.

## Anatomie comparée
L'os de la hanche apparaît pour la première fois chez les poissons, où il consiste en un os simple, généralement triangulaire, auquel s'articule la nageoire pelvienne . Les os de la hanche de chaque côté se connectent généralement les uns aux autres à l'extrémité avant et sont même solidement fusionnés chez les dipneustes et les requins, mais ils ne s'attachent jamais à la colonne vertébrale.
Chez les premiers tétrapodes, cet os de la hanche précoce a évolué pour devenir l'ischion et le pubis, tandis que l'ilion s'est formé comme une nouvelle structure, initialement en forme de tige, il devient une lame osseuse plus grande. L'acétabulum est déjà présent au point de rencontre des trois os. Dans ces formes précoces, la connexion avec la colonne vertébrale n'est pas complète, avec une petite paire de côtes reliant les deux structures ; néanmoins le bassin forme déjà un anneau complet dans la plupart des formes ultérieures. 
Chez les amphibiens et les reptiles modernes cette structure ancestrale s'est fortement modifiée pour s'adapter à leurs formes et modes de vie. Le foramen obturé est généralement très petit chez ces animaux, bien que la plupart des reptiles possèdent un grand espace entre le pubis et l'ischion, qui présente une apparence similaire au foramen obturé des mammifères. 
Chez les oiseaux, la symphyse pubienne n'est présente que chez l' autruche, et les deux os de la hanche sont généralement largement séparés, ce qui facilite la ponte des gros œufs.
Chez les thérapsides, l'os de la hanche est venu tourner dans le sens antihoraire, par rapport à leur position chez les reptiles, de sorte que l'ilion s'est déplacé vers l'avant, et le pubis et l'ischion se sont déplacés vers l'arrière. Le même schéma est observé chez tous les mammifères modernes et le foramen obturateur ne forme plus qu'un seul espace. L'ilium est généralement étroit et triangulaire chez les mammifères, mais il est beaucoup plus grand chez les ongulés et les humains, dans lesquels il ancre de puissants muscles fessiers. Les monotrèmes et les marsupiaux possèdent une quatrième paire d'os les os épipubis, qui s'étendent vers l'avant à partir du pubis et aident à soutenir les muscles abdominaux et, chez les marsupiaux, la poche. Chez les mammifères placentaires, le bassin dans son ensemble est généralement plus large chez les femelles que chez les mâles, pour permettre la naissance des petits. 

### Dinosaures
La structure des os du bassin (ischium, ilium et pubis), permet de distinguer au sein de la clade Dinosauria les Saurischia des Ornithischia,.

Structure pelvienne des Ornithischia (côté gauche)
Structure pelvienne des Saurischia (côté gauche)

## Galerie

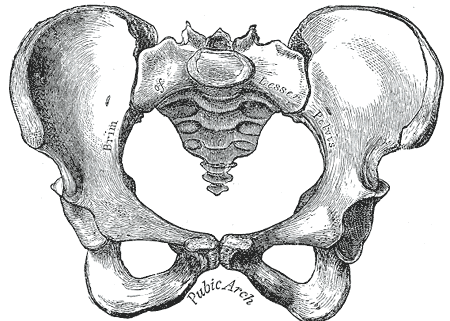
Bassin de femme
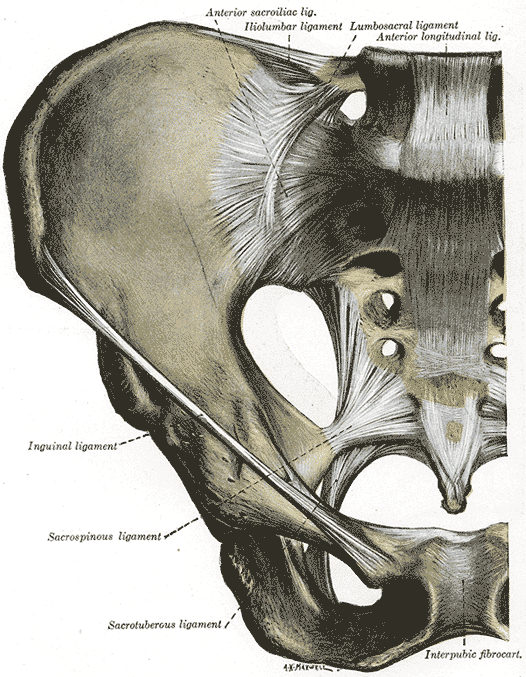
Os coxal de face
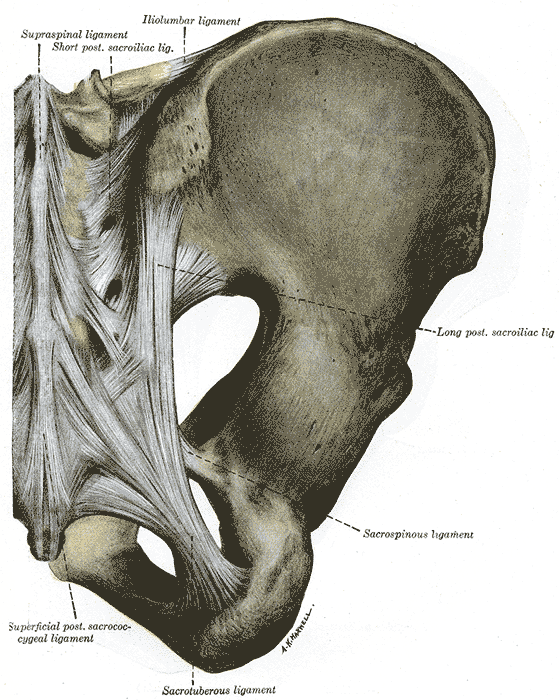
Os coxal en vue postérieure
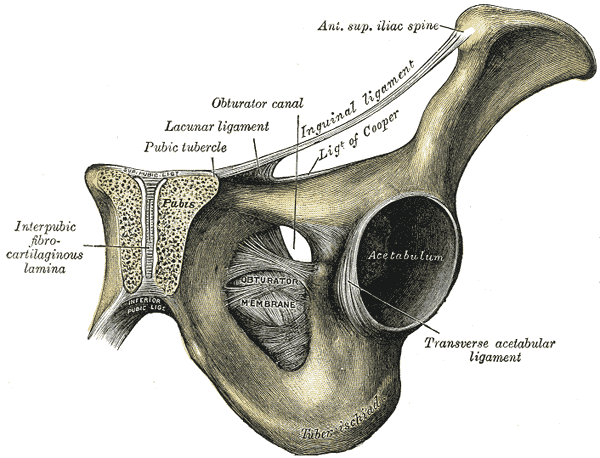
Vue caudale du cotyle de l'os iliaque gauche